# Bibliothèque administrative de la ville de Paris
Bibliothèque administrative de la ville de Paris (česky Správní knihovna města Paříže), též Bibliothèque de l’Hôtel de Ville (Radniční knihovna) je veřejná knihovna, která se specializuje na literaturu z oblasti veřejné správy, civilního práva, politiky, hospodářství a správy města Paříže. Od svého založení v roce 1872 sídlí přímo v budově pařížské radnice v 5. patře. Její studovna je chráněná jako historická památka. Knihovna je součástí sítě Knihoven města Paříže. V roce 2007 byla kvůli rekonstrukci pro veřejnost uzavřena a opět otevřena v roce 2010.
Její knižní fond obsahuje zhruba 600 000 svazků převážně z 19. a 20. století. Nejcennější je historická sbírka knih o správě města Paříže a jejích orgánech. Mimo to spravuje 7000 periodik (z nich 713 vycházejících), 2200 rukopisů, asi 10 000 architektonických nákresů a stejný počet fotografií.